# HERC2
HERC2 est une enzyme de type ubiquitine ligase E3. Son gène est HERC2 est situé sur le chromosome 15 humain.
Le gène HERC2, en combinaison avec le gène OCA2, affecte la couleur de l'iris humain: trois haplotypes dans la région OCA2-HERC2 associés aux yeux bleus ont ainsi été identifiés, et sont tous le plus fréquemment rencontrés en Europe du Nord et en Europe occidentale. Deux de ces haplotypes sont les plus fréquemment retrouvés en Europe du Nord et en Europe occidentale, puis dans les Amériques, puis en Asie centrale et orientale. Le troisième est principalement retrouvé en Europe.